# Robert B. Parker

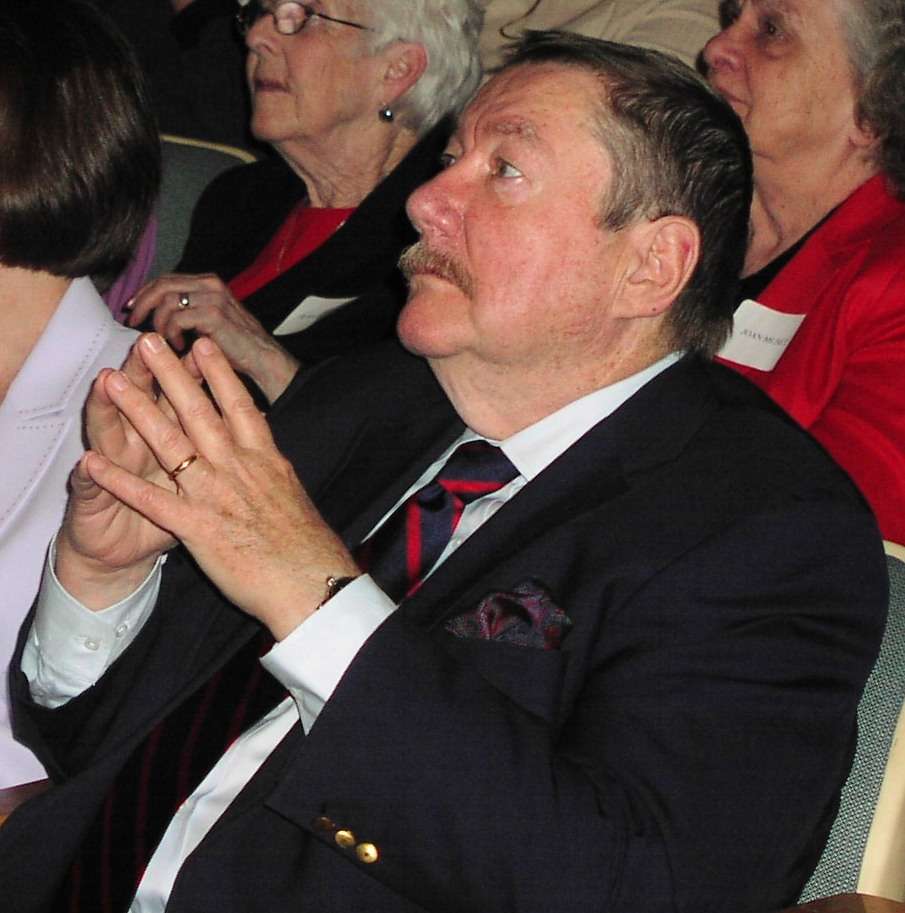
Robert Brown Parker

Robert Brown Parker (Springfield, 17 september 1932 - Cambridge, 18 januari 2010) was een Amerikaans detectiveschrijver. Zijn bekendste werk is de reeks van detective Spenser. Hij was ook de schrijver van een romanreeks rond het personage Jesse Stone en Sunny Randall. Zijn werk getuigt van kennis van Boston en omgeving. Hij hechtte in zijn werk ook belang aan de menselijke verhoudingen en de menselijke natuur. Parker wordt beschouwd als een navolger van Raymond Chandler.

### Romans met Spenser
- The Godwulf Manuscript (1973) (NL: Spenser en de linkse studente)
- God Save the Child (1974) (NL: Spenser en de verloren zoon)
- Mortal Stakes (1975) (NL: Spenser aan slag)
- Promised Land (1976) (NL: Spenser en het beloofde land)
- The Judas Goat (1978) (NL: Spenser en het blonde meisje)
- Looking for Rachel Wallace (1980) (NL: Spenser en de feministe)
- Early Autumn (1981) (NL: Spenser en de slome puber)
- A Savage Place (1981) (NL: Spenser en zijn wraak)
- Ceremony (1982) (NL: Spenser en het weggelopen meisje)
- The Widening Gyre (1983)
- Valediction (1984) (NL: Moordsekte)
- Catskill Eagle (1985) (NL: Op zoek naar Susan Silverman)
- Taming a Sea Horse (1986)
- Pale Kings and Princes (1987) (NL: Spenser en de sneeuwman)
- Crimson Joy (1988) (NL: De rozenmoordenaar)
- Playmates (1989) (NL: Vuil spel)
- Stardust (1990) (NL: Spenser en de soapmoord)
- Pastime (1991) (NL: Spenser en de ontaarde moeder)
- Double Deuce (1992) (NL: Spenser en het Double Deuce-project)
- Paper Doll (1993)
- Walking Shadow (1994)
- Thin Air (1995)
- Chance (1996)
- Small Vices (1997)
- Sudden Mischief (1998)
- Hush Money (1999)
- Hugger Mugger (2000)
- Potshot (2001)
- Widow's Walk (2002)
- Back Story (2003)
- Bad Business (2004)
- Cold Service (2005)
- School Days (2005)
- Hundred-Dollar Baby (2006)
- Now and Then (2007)
- Rough Weather (2008)
- Chasing the Bear (2009)
- The Professional (2009)

### Romans met Jesse Stone
- Night Passage (1997)
- Trouble in Paradise (1998)
- Death In Paradise (2001)
- Stone Cold (2003)
- Sea Change (2006)
- High Profile (2007)
- Stranger In Paradise (2008)
- Night and Day (2009)

### Romans met Sunny Randall
- Family Honor 1999
- Perish Twice 2000
- Shrink Rap 2002
- Melancholy Baby 2004
- Blue Screen 2006
- Spare Change 2007